# Kleňany
Kleňany, ungarisch Kelenye (deutsch Kleinen), ist eine Gemeinde im Süden der Slowakei mit 262 Einwohnern (Stand 31. Dezember 2024). Sie gehört zum Okres Veľký Krtíš, einem Kreis des Banskobystrický kraj.

## Geographie
Die Gemeinde befindet sich am Übergang vom Talkessel Ipeľská kotlina, einem Teil der größeren Einheit Juhoslovenská kotlina, in die Hochebene Krupinská planina, am Bach Galomia im Einzugsgebiet des Ipeľ. Das Ortszentrum liegt auf einer Höhe von 218 m n.m. und ist 20 Kilometer von Šahy sowie 35 Kilometer von Veľký Krtíš entfernt.
Nachbargemeinden sind Hrušov im Norden, Vinica im Osten, Sečianky im Süden und Ipeľské Úľany im Westen.

## Geschichte
Kleňany wurde zum ersten Mal 1235 als Zelchan schriftlich erwähnt. 1257 kam ein Teil des Ortes zum Konvent im nahen Šahy, der andere, bisher im Herrschaftsgebiet der Burg Hont liegende Teil wurde 1260 Besitz von Söhnen von Vacik. Im 18. Jahrhundert stammten die Besitzer aus den Familien Szmrecsányi und Kubínyi, später gefolgt von den Familien Luka, Csáky und anderen. 1715 gab es sieben Haushalte, 1720 wohnten 10 Haushalte im Ort, 1828 zählte man 62 Häuser und 371 Einwohner, die als Landwirte, Obstbauern und Winzer beschäftigt waren.
Bis 1918/1919 gehörte der im Komitat Hont liegende Ort zum Königreich Ungarn und kam danach zur Tschechoslowakei beziehungsweise heute Slowakei. Auf Grund des Ersten Wiener Schiedsspruchs lag er von 1938 bis 1944 noch einmal in Ungarn.

## Bevölkerung
| Jahr                | 1994 | 2004     | 2014     | 2024    |
| ------------------- | ---- | -------- | -------- | ------- |
| Anzahl der Personen | 403  | 328      | 276      | 262     |
| Unterschied         |      | −18,61 % | −15,85 % | −5,07 % |

| Jahr                | 2023 | 2024    |
| ------------------- | ---- | ------- |
| Anzahl der Personen | 269  | 262     |
| Unterschied         |      | −2,60 % |

Gemäß der Volkszählung 2011 wohnten in Kleňany 297 Einwohner, davon 270 Magyaren und 22 Slowaken. Fünf Einwohner machten keine Angabe zur Ethnie. 
290 Einwohner bekannten sich zur römisch-katholischen Kirche, zwei Einwohner zur Evangelischen Kirche A. B. und ein Einwohner zur reformierten Kirche. Bei vier Einwohnern wurde die Konfession nicht ermittelt.

## Bauwerke
- römisch-katholische Kirche im Barockstil aus dem Ende des 17. Jahrhunderts, 1789 umgebaut
- Landschloss im klassizistischen Stil aus dem frühen 19. Jahrhundert